# فصة قرصية
الفصة القرصية (باللاتينية: Medicago disciformis) نوع نباتي يتبع جنس الفصة من الفصيلة البقولية.

## الموئل والانتشار
موطنها جنوب أوروبا وقبرص وتركيا وبلاد الشام.